# Euscelis heptneri
Euscelis heptneri är en insektsart som beskrevs av Aleksey A. Zachvatkin 1945. Euscelis heptneri ingår i släktet Euscelis och familjen dvärgstritar. Inga underarter finns listade i Catalogue of Life.